# Henriette de Coligny de La Suze

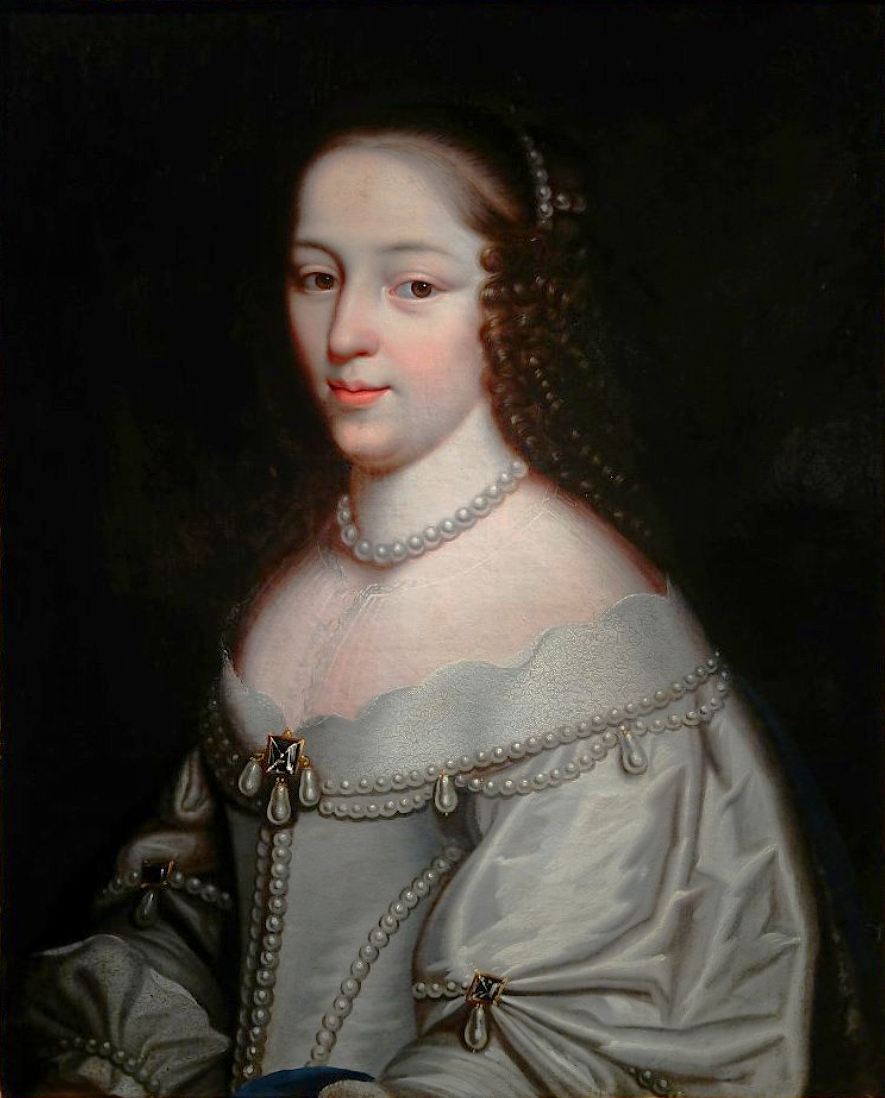
Henriette de Coligny de La Suze (um 1640)

Henriette de Coligny de La Suze (* 17. Januar 1618; † 10. März 1673 in Paris) war eine französische Salonnière und Schriftstellerin.

## Leben und Werk
Henriette de Coligny war die Tochter und Enkelin der Hugenottenführer Gaspard III. de Coligny und Gaspard II. de Coligny. 1643 heiratete sie Thomas Hamilton, den 3. Earl of Haddington (1626–1645), dem sie nach England folgte. Nach dem frühen Tod ihres Gatten kehrte sie nach Frankreich zurück, heiratete 1650 Gaspard de Champagne de La Suze (1617–1694) und war künftig bekannt als Madame de La Suze. 1653 konvertierte sie zum katholischen Glauben und unterhielt in Paris einen literarischen Salon, in dem es freier zuging als im Salon der Madame de Rambouillet. Zu den Besuchern gehörten Madeleine de Scudéry, Ninon de Lenclos, Christina von Schweden, Gédéon Tallemant des Réaux, Charles Cotin und Jean Regnault de Segrais. Durch den Verlust ihres Colignyschen Erbteils und den kostspieligen Prozess zur Aufhebung ihrer Ehe 1661 geriet sie in finanzielle Schwierigkeiten, tröstete sich aber durch eigene literarische Kreativität. Ihre Elegien nannte Nicolas Boileau „von unendlicher Annehmlichkeit“ (d’un agrément infini).  Sie liegen seit jüngster Zeit in kritischer Ausgabe vor.

## Werke (Auswahl)
- (mit Paul Pellisson) Recueil de pièces galantes, en prose et en vers, de Mme la Ctesse de La Suze et de M. Pélisson. G. Quinet, Paris 1664. (zahlreiche Auflagen)
- (mit Roger de Bussy-Rabutin) Poésies de Mme la Ctesse de La Suze. Maximes d’amour, par M. le Cte de B.-R. [Bussy-Rabutin]. Almanach d’amour pour l’an de grâce 1665. C. de Sercy, Paris 1666.
- (kritische Ausgabe) Élégies, chansons et autres poésies. Hrsg. Mariette Cuénin-Lieb. Classiques Garnier, Paris 2017.